# 名古屋外国語大学
名古屋外国語大学（なごやがいこくごだいがく、英語: Nagoya University of Foreign Studies、公用語表記: 名古屋外国語大学）は、愛知県日進市岩崎町竹ノ山57に本部を置く日本の私立大学。1988年創立、1988年大学設置。大学の略称は名古屋外大（なごやがいだい）、名外大（めいがいだい）、英称の頭文字からNUFS（ナフス）。

## 概観

### 大学全体
名古屋外国語大学（NUFS）は、中部地方において、主に外国（国際）学および外国語教育を行っている大学であり、4学部（外国語学部、現代国際学部、世界共生学部、世界教養学部）からなる。全ての専攻語で、学生4人程度に対してネイティブの教員1名に配する少人数教育「パワーアップチュートリアル（Power-up tutorial）」が実施されている。また、ここ数年は、全学共通科目群である「世界教養プログラム」を通し、教養教育の徹底を図っている。THE大学ランキング日本版2020では、対象となった278大学中、総合第90位、国際性部門では9位の評価を受けている。なお、全国の7つの外国語大学から組織されるアカデミックワーク、全国7外大連合の一員でもある。

## 沿革
（沿革節の主要な出典は公式サイト）
- 1945年（昭和20年）12月1日 - すみれ洋裁学院創立。
- 1951年3月7日 - 学校法人中西学園（愛知県所管、私立学校法第64条第4項に基づく）となる。
- 1963年1月21日 - 学校法人中西学園（文部省所管）となる。
- 1988年（昭和63年）4月1日 - 名古屋外国語大学開学（外国語学部英米語学科・フランス語学科・中国語学科）。
- 1994年（平成6年）4月1日 - 国際経営学部国際経営学科開設。
- 1997年4月1日 - 大学院国際コミュニケーション研究科（修士課程）開設。
- 1999年4月1日 - 大学院国際コミュニケーション研究科に博士課程後期を開設し、修士課程を博士課程前期に改める。外国語学部日本語学科設置。
- 2001年4月1日 - 留学生別科設置。
- 2004年4月1日 - 国際経営学部学生募集停止。現代国際学部（現代英語学科・国際ビジネス学科）開設。
- 2008年4月1日 - 外国語学部英語教育学科開設。
- 2012年4月1日 - 国際経営学部国際経営学科廃止。
- 2013年4月1日 - 現代国際学部国際教養学科開設。
- 2015年4月1日 - 外国語学部世界教養学科開設。
- 2017年4月1日 - 世界共生学部世界共生学科開設。
- 2018年4月1日 - 現代国際学部の国際ビジネス学科をグローバルビジネス学科に改称。
- 2019年4月1日 - 世界教養学部開設。外国語学部世界教養学科から世界教養学部世界教養学科、外国語学部日本語学科から世界教養学部国際日本学科に改組。外国語学部英語教育学科から外国語学部英米語学科英語教育専攻に再編。
- 2025年4月1日 - 世界共生学部世界共生学科を組織改編し、現代国際学部グローバル共生学科を開設予定。

## 基礎データ

### 所在地
- 愛知県日進市岩崎町竹ノ山57番地

### 学生数
- 学部・研究科合計 4,605人

（注）2021年5月1日現在

## 教育および研究

### 人材育成の目標
”卓越した外国語運用能力を礎に、共感力と批判的思考力に優れ、Society 5.0の時代を逞しく生きるための高い知性、行動力、社会貢献の意識を身につけた「世界人材」（World Human Resources）"を掲げている。

### 学長・副学長
- 学長：亀山 郁夫
- 副学長：高梨 芳郎
- 副学長：梅垣 昌子
- 副学長：佐藤 都喜子
- 副学長：恒川 孝司

### 学部
外国語学部
- 英米語学科
  - 英米語専攻
  - 英語コミュニケーション専攻
  - 英語教育専攻
- フランス語学科
  - フランス語・フランス文化コース
  - フランスビジネスコース
- 中国語学科

現代国際学部
- 現代英語学科
- グローバルビジネス学科
- 国際教養学科
- グローバル共生学科（2025年4月開設予定）

世界共生学部
- 世界共生学科（2025年4月学生募集停止）
  - 国際ガバナンスコース
  - グローバル共生コース

世界教養学部
- 世界教養学科
  - ワールドスタディーズコース
  - グローバルスタディーズコース
- 国際日本学科
  - 国際日本文化コース
  - 国際日本発信コース

### 大学院
国際コミュニケーション研究科
国際コミュニケーション専攻
博士前期課程
- 英語・英語教育コース（英語・英語教育プログラム）：修士（英語・英語教育）
- 英語・英語教育コース（英語教授法(TESOL)プログラム）： 修士（英語・英語教育） ※現職英語教員対象
- 日本語・日本語教育コース：修士（日本語･日本語教育）
- グローバルコミュニケーションコース：修士（国際文化）

博士後期課程
- 英語学・英語教育学分野：博士（英語学・英語教育学）
- 日本語学・日本語教育学分野：博士（日本語学・日本語教育学）
- グローバルコミュニケーション分野：博士（国際文化）

### 国際日本語教育インスティテュート
- グローバルジャパンスタディーズコース
- 日本語コース

### 附属機関
- ワールドリベラルアーツセンター
- グローバル共生社会研究所
- 日本ドストエフスキー協会
- 名古屋外国語大学出版会

### 授業
主として掲げられている授業
- PUT（Power-up Tutorial） - 学生4人程度と外国人教員1人で行う少人数授業。
- 現代国際学特殊講義 - 各分野から講師を迎え、国際教養を身につけ、国際的な活動をしていくためには何が必要かを、業界人が講師となり紹介する、オムニバス形式の授業。
- Speaking Lab - 部屋の中に10のブースが設けてある。授業の中で学生同士がペアを組み、ブースで会話をしているところを自分で簡単にビデオ撮影ができるようにしている。学生は後でこのビデオを見て自分で分析することにより会話力の向上を図る。
- 外国人留学生との合同授業「英文日本事情」
- 日本航空（JAL）グループ提携授業 -エアライン関連の授業をいくつか開講。

### 留学制度
- 海外留学
- 海外研修
- 海外実習

## 大学関係者と組織

### 大学関係者組織
- 名古屋外国語大学 学生会
- 名古屋外国語大学同窓会(外国語学部・現代国際学部)

### 大学関係者一覧
- 名古屋外国語大学の人物一覧

## 施設

### キャンパス
キャンパスは名古屋近郊の住宅街である日進市（日進キャンパス）にあり、姉妹校の名古屋学芸大学も近接するなど大学が多く集まるエリアに所在する。また、2021年に名古屋市内のイオンモール Nagoya Noritake Garden内に複合施設型のサテライトキャンパス（名駅(サテライト)キャンパス）を開設した。その他、大学院TESOLコースは名古屋市にある名古屋NSCカレッジ（新栄(サテライト)キャンパス）にて開講している。

### 交通アクセス
- 専用バス
  - 東山線 上社駅 ⇔ 大学
  - 名古屋市営地下鉄鶴舞線・名鉄豊田線 赤池駅 ⇔ 大学
    - 通学定期乗車券の学校指定の最寄駅は、地下鉄の場合、上記の上社駅と赤池駅のほか藤が丘駅となっている。
- 名鉄シャトルバス、愛知高速交通東部丘陵線（リニモ） 長久手古戦場駅より名古屋外国語大学まで。
- 東山線 本郷駅より名古屋市営バス「猪高緑地」行き乗車、終点「猪高緑地」下車。
- 東山線 藤が丘駅より名鉄バス「星ヶ丘」（岩根経由）行き乗車、「竹の山北」下車。
- 名古屋駅の名鉄バスセンターより都市間高速バス「愛知学院大学前」行き乗車、「竹の山」下車。
- 東山線 星ヶ丘駅より名鉄バス「藤が丘」（岩根経由）行き乗車、「竹の山北」下車。
- 鶴舞線・名鉄豊田線 赤池駅より名鉄バス「長久手古戦場駅」行き乗車、「竹の山」下車。
- 東部丘陵線（リニモ）長久手古戦場駅より「赤池駅」行き乗車、「竹の山」下車。
- 東部丘陵線（リニモ）杁ヶ池公園駅または長久手古戦場駅より徒歩。

### 学生食堂
- 「ju:(ユー)」（ユーハイムのカフェ）
- アトリウム食堂
- ホワイエ・ティーラウンジ
- 7号館カフェテリア
- 南食堂（名古屋学芸大学内）

### 店舗
- セブン-イレブン
- 丸善(書店)

### ドーミトリー（宿舎）
主に協定大学からの交換留学生が入居している。その他、大学院や学部学生から選考された学生がレジデンスアシスタントとして入居している。学生は自由に訪問可能。留学生は他に、大学側が用意したマンションでも生活している。
- インターナショナルハウス
- グローバルビレッジ
- NUFS・NUASレジデンス

### その他の施設
- 南山運動場

## 対外関係

### 地方自治体との協定
- 愛知県と愛知県の多文化共生社会づくりに連携して取り組む協定を締結（2015年3月）。
- 三重県三重郡菰野町と包括的連携協定を締結した（2014年8月26日）。
- 日進市と図書館の利用協定を結び、市民にも図書館を開放している。

### 系列校
学校法人中西学園
- 名古屋学芸大学
- 菱野幼稚園（愛知県瀬戸市）
- 名古屋NSCカレッジ（名古屋市中区）
  - 名古屋ファッション専門学校
  - 名古屋栄養専門学校
  - 名古屋製菓専門学校

### 国内提携校
- 東京外国語大学 - 名古屋外国語大学の学生は、選考の後、東京外国語大学の特別聴講生として1年または半年の間学ぶことができる（2015年）。

### 海外提携校
アメリカ合衆国
- グランドキャニオン大学
- ミドルベリー国際大学モントレー校
- テネシー大学チャタヌーガ校
- カリフォルニア州立大学ロサンゼルス校
- シンシナティ大学
- ウェスタンワシントン大学
- クレムソン大学
- ノースカロライナ大学グリーンスボロ]校
- カーソンニューマン大学
- アイオワ大学
- ジョージアサザン大学
- キャンベルビル大学
- ニューメキシコ州立大学
- カンザス州立大学
- テキサス大学サンアントニオ校
- エバンスビル大学
- リンゼイウィルソン大学
- コースタルカロライナ大学
- カリフォルニア州立大学モントレーベイ校
- ハワイパシフィック大学
- ノースカロライナ大学シャーロット校
- ブレシア大学
- カリフォルニア大学リバーサイド校
- パイクビル大学
- サザンオレゴン大学
- パシフィック大学
- デンバー大学
- カリフォルニア州立大学ベーカーズフィールド校
- ペンシルバニア州立インディアナ大学
- ウェスタンカロライナ大学
- オザークス大学
- デッキンソン州立大学
- ノースイースタンイリノイ大学
- ロングウッド大学
- アーカンソー工科大学
- オハイオ州立大学ヤングスタウン校
- カリフォルニア州立大学スタニスロース校
- チャタム大学
- カリフォルニア州立大学サンマルコス校
- ジョージメイソン大学
- オレゴン大学
- カリフォルニア州立工科大学ポモナ校

カナダ
- モントリオール大学
- トロント大学生涯教育部
- アルゴマ大学
- メディスンハットカレッジ
- セルカークカレッジ
- レスブリッジ大学
- ユーコンカレッジ
- ノースアイランドカレッジ
- セントローレンスカレッジ
- オカナガンカレッジ
- レイクヘッド大学
- セネカカレッジ
- ブロック大学
- フレーザーバレー大学
- ケベック大学モントリオール校

メキシコ
- グアダラハラ自治大学

イギリス
- バーススパー大学
- ミドルセックス大学
- オックスフォードブルックス大学
- セントラルランカシャー大学
- ケント大学
- ウィンチェスター大学
- ポーツマス大学
- ノーサンブリア大学
- チチェスター大学
- ウスター大学
- キール大学
- ハイランドアイランド大学
- マンチェスターメトロポリタン大学
- バンガー大学

オーストラリア
- グリフィス大学
- ニューカッスル大学
- オーストラリアンカトリック大学
- サンシャインコースト大学
- アデレード大学
- サウスオーストラリア大学
- タスマニア大学
- マッコーリー大学
- サザンクロス大学
- ウェスタンシドニー大学
- セントラルクイーンズランド大学
- チャールズダーウィン大学

ニュージーランド
- ワイカト大学
- マッセイ大学

アイルランド
- リメリック大学

フランス
- マルヌラヴァレー大学
- パリ第4大学(ソルボンヌ)フランス文明コース
- グルノーブルアルプ大学
- ジャンムランリヨン第3大学
- ボルドーモンテーニュ大学
- エクスマルセイユ大学
- カーン大学
- リヨンカトリック大学
- ニース大学
- トゥールーズジャンジョレス大学
- アンジェ西部カトリック大学
- パリ第7大学
- トゥールーズカトリック大学
- リール第3大学
- フランシュコンテ大学

フランス領ポリネシア
- フランス領ポリネシア大学

ベルギー
- ブリュッセル自由大学
- リエージュ大学
- アルテベルデ大学

イタリア
- トリノ大学
- サッサリ大学

ドイツ
- マールブルク大学
- インゴルスタッド応用科学大学
- ニュルティンゲン－ガイスリンゲン大学

オランダ
- サクソン応用科学大学
- ユトレヒト応用科学大学

スペイン
- マラガ大学
- ウエルバ大学
- レイフアンカルロス大学
- グラナダ大学

ポルトガル
- フェルナンドペソア大学

デンマーク
- ノーザンデンマーク大学

フィンランド
- サボニア応用科学大学

スイス
- 北西スイス応用科学芸術大学

ロシア
- ロシア国立高等経済大学
- サンクトペテルブルク大学

ポーランド
- ヤギェウォ大学

チェコ
- フラデツ－クラーロヴェー大学

ハンガリー
- パズマニーペーテルカソリック大学

中華人民共和国
- 北京外国語大学
- 西安外国語大学
- 大連外国語大学
- 天津外国語大学
- 上海外国語大学
- 大連大学

台湾
- 銘伝大学
- 国立台湾大学
- 文藻外語大学
- 国立中央大学
- 台北科技大学

大韓民国
- 釜山外国語大学校
- 全州大学校
- 又松大学校
- 国民大学校
- 崇実大学校

ベトナム
- ベトナム貿易大学
- ベトナム国家大学外国語大学

インドネシア
- ビヌス大学

## 公式サイト
- 名古屋外国語大学